# Josh McQuoid
Joshua Joseph B. McQuoid (né le 15 décembre 1989 à Southampton en Angleterre) est un footballeur international nord-irlandais.

## Carrière en club
Le 25 novembre 2010, McQuoid est prêté à Millwall (deuxième division). Quelques semaines plus tard, le 5 janvier 2011, il y signe un contrat permanent jusqu'en 2014.
En janvier 2012, il est prêté pour une durée de 93 jours à un autre club de Championship, Burnley.
Le 30 mai 2012 il rejoint Bournemouth.
Le 12 février 2014 il est prêté à Peterborough United.
Le 4 août 2014 il est prêté à Coventry City .
Le 15 mai 2015, il est libéré par l'AFC Bournemouth.
Le 29 juin 2015, il rejoint Luton Town.

## Carrière internationale
La première sélection de Josh McQuoid en équipe d'Irlande du Nord de football survient en novembre 2010 lors d'un match amical contre le Maroc. Alors âgé de seulement 20 ans, McQuoid se dit « surpris et en état de choc » après avoir été appelé, tout en précisant être conscient du « grand honneur » qui lui est fait. Deux jours plus tard, il fait ses débuts sous les couleurs nord-irlandaises et entre en jeu à la 47e à la place du buteur Chris Brunt. Le score final est de 1-1.
Sa deuxième sélection concerne un match officiel. En mars 2011, il est appelé pour un match officiel de la sélection nord-irlandaise contre la Slovénie. Il entre à la 72e minute en remplacement de Grant McCann et le match se termine par un score nul et vierge.

## Palmarès
- AFC Bournemouth
  - Football League Championship (D2)
    - Champion : 2015

## Statistiques
| Saison      | Club            | Pays         | Championnat        | Coupes nationales | Sélection Irlande du Nord |
| ----------- | --------------- | ------------ | ------------------ | ----------------- | ------------------------- |
| 2006 - 2007 | AFC Bournemouth | League One   | 2 matchs           | -                 | -                         |
| 2007 - 2008 | AFC Bournemouth | League One   | 5 matchs           | 3 matchs          | -                         |
| 2008 - 2009 | AFC Bournemouth | League Two   | 16 matchs          | 6 matchs          | -                         |
| 2009 - 2010 | AFC Bournemouth | League One   | 29 matchs / 1 but  | 4 matchs          | -                         |
| 2010 - 2011 | AFC Bournemouth | League Two   | 17 matchs / 9 buts | 1 match / 3 buts  | 1 match                   |
| 2010 - 2011 | Millwall (prêt) | Championship | 4 matchs           | -                 | -                         |
| 2010 - 2011 | Millwall        | Championship | 7 matchs / 1 but   | -                 | 2 matchs                  |
| 2011 - 2012 | Millwall        | Championship | 5 matchs           | 3 matchs          | 2 matchs                  |
| 2011 - 2012 | Burnley         | Championship | 1 match            | -                 | -                         |

Dernière mise à jour le 22 janvier 2012